# FC Vilnius
Maillots
Le FC Vilnius était un club lituanien de football basé à Vilnius. Fondé en 2001, il est disparu en 2008. Le président était alors  Algimantas Breikštas et l'entraîneur Antanas Vingilys.

## Historique
- 2001 : fondation du club sous le nom de FK Šviesa Vilnius
- 2003 : 1re participation au championnat de 1re division
- 2004 : le club est renommé FC Vilnius

## Joueurs notables
Le club a accueilli un seul joueur célèbre.
- Paulinho